# 吉柳咲良
吉柳咲良（日语：／ Kiryu Sakura，2004年4月22日—），本名柳田咲良（／ Yanagita Sakura），是一名日本女性演員、配音員，栃木県出身，隸屬於Horipro事務所。

## 演出作品
※若飾演的是主要角色將以粗體字表示。

### 舞台
- 小飛俠（英语：ピーター・パン_(ミュージカル)#日本での公演）（小飛俠）（2017年－2020年）[1][3][4][5][6][7][8]
- 死亡筆記本（彌海砂）（2020年）[9][10][11]

### 電影
- 在時間停止的世界相遇（英语：初恋ロスタイム）（篠宮時音）（2019年）[12]
- 聖☆哥傳 THE MOVIE〜聖人 VS 惡魔軍團〜（女子戰隊・綠戰士）（2024年）
- 白雪公主（2025年）白雪公主（日語吹替版）

### 劇場動畫
- 天氣之子（天野凪）（2019年）[13]
- 鏡之孤城（小晶）（2022年）[14]

### 電視劇
- 青色校警·嶋田隆平（三村翔子）（2021年）[15]
- 接下來是倫理課（高崎由梨）（2021年）[16]
- 邁向未來的倒數10秒（西山愛）（2022年）[17]
- 星降的夜晚（北斗櫻）（2023年）[18]
- 連續電視小說 布基烏基（水城アユミ）（2024年）
- 御上先生（椎葉春乃）（2025年）

### 綜藝節目
- （2019年7月15日）

### 雜誌
- LOVE berry（日语：ラブベリー）（模特兒）（2017年5月）

## 外部鏈接
- 官方網站 （页面存档备份，存于） （日語）
- 吉柳咲良的X（前Twitter）
- 吉柳咲良的Instagram帳戶
- 吉柳咲良的TikTok